# カクレウオ科
カクレウオ科（学名：Carapidae）は、アシロ目に所属する魚類の分類群の一つ。3亜科で構成され、カクレウオ・オニカクレウオなど小型の底生魚を中心に8属36種が記載される。ナマコや二枚貝など、他の底生生物の体内に隠れ住む習性をもつ種が多いことで知られている。

## 分布・生態
カクレウオ科の魚類はすべて海水魚で、インド洋・太平洋・大西洋の熱帯・亜熱帯域に広く分布する。サンゴ礁など沿岸の浅い海から水深2,000mに至る深海まで、生息域は幅広い。主に海底付近で生活する底生魚のグループであり、日本近海からは少なくとも6属12種が知られている。
本科魚類はナマコなど他の底生生物の体内に隠れ住むという、際立った習性をもつことで知られている（inquiline；偶棲生物）。肛門などの開口部から宿主に侵入したカクレウオの仲間は、昼間は体内に潜み、夜間に外に出て小型甲殻類を捕食する。宿主の内臓を食い荒らすような寄生性が一部の種類に指摘されているが、明瞭な証拠は得られておらず、一般に片利共生とみなされることが多い。カクレウオ属・シロカクレウオ属・シンジュカクレウオ属（いずれもカクレウオ亜科）の仲間がこの習性をもつ一方、オニカクレウオ亜科およびクマノカクレウオ属・ソコカクレウオ属は共生をせず、生涯自由生活を送る。
ナマコの他にヒトデ・二枚貝・ホヤなども宿主となり、1匹のナマコの中に15匹のカクレウオが共生していた例が知られている。本科魚類の英名「Pearlfish」は、カクレウオ類の1種がカキの殻の中に埋まった状態で発見されたことに由来する。
2つの段階に明瞭に分かれた仔魚期を送ることも、本科魚類の特徴である。第1期（vexillifer期）の仔魚は長い背鰭鰭条をたなびかせながら中層を漂い、浮遊生活を送る。仔魚は第2期（tenuis期）になると底生生活に移行し、長い背鰭鰭条は脱落し体長の短縮が生じる。この時期に宿主との共生生活に入るものとみられている。

## 形態
カクレウオ科の魚類は細長くやや円筒形の体型をもち、最大種では全長40cmほどに成長する。仔魚は背鰭の第1鰭条が極端に細長く伸びる。鱗をもたず、鰓の開口部は大きい。顎・鋤骨・口蓋骨に歯をもつ。
背鰭と臀鰭の基底は長く、臀鰭の丈は背鰭よりも高い。成魚の肛門と臀鰭の起始部は著しく前方に偏り、頭部のすぐ後ろ、通常は胸鰭の真下に位置する。
鰓蓋骨のトゲおよび前主上顎骨を欠く。鰓蓋骨は6-7本、椎骨は85-145個。

## 分類
カクレウオ科にはNelson（2016）の体系において3亜科8属36種が認められている。本稿では、FishBaseに記載される8属37種についてリストする。

### オニカクレウオ亜科
オニカクレウオ亜科 Pyramodontinae には3属7種が含まれる。温暖な海に幅広く生息し、北は日本・メキシコ湾から南はニュージーランド・チリに至る分布域をもつ。胸鰭はほぼ頭部の長さと等しく、24-30本の鰭条からなる。上顎を前に突き出すことができる。臀鰭の担鰭骨は特徴的な構造をもち、胸部に肋骨を備える。
- ソコカクレウオ属 Eurypleuron

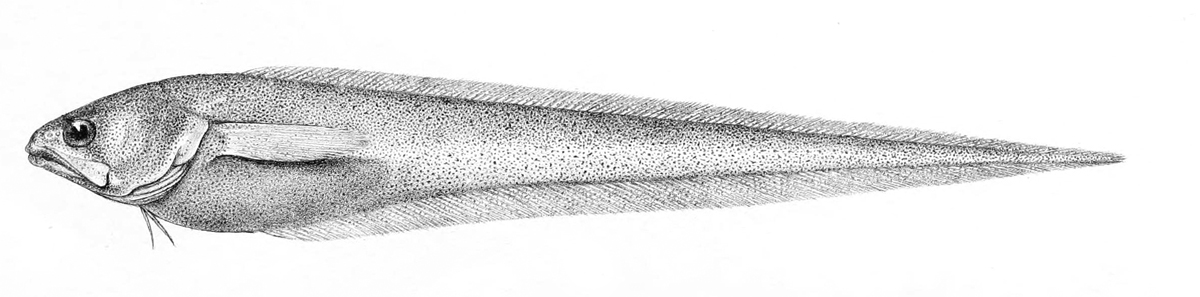
オニカクレウオ属の1種（Pyramodon punctatus）。本属の仲間は他生物との共生は行わず、自由生活をする。本種は大陸棚から大陸斜面にかけてのやや深みに生息する

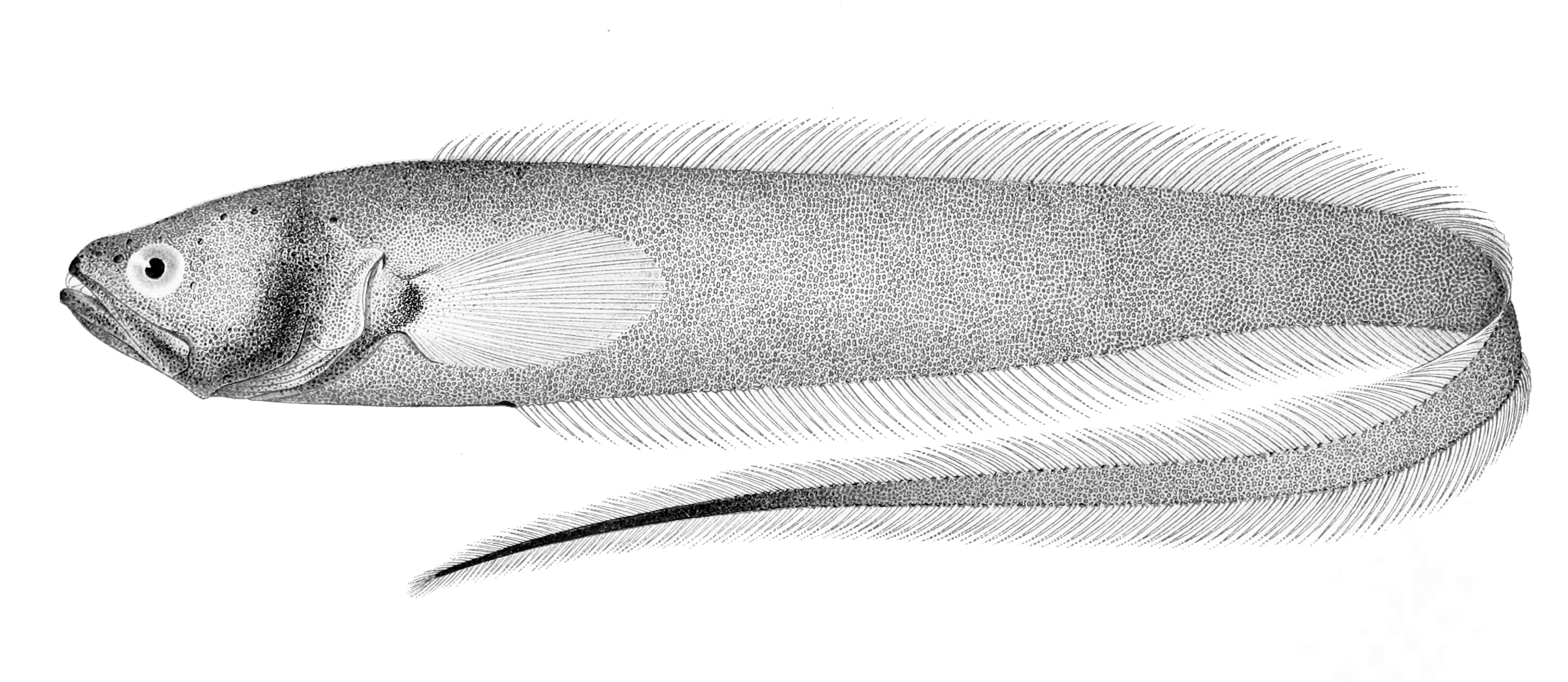
Snyderidia 属の1種（S. canina）。東部太平洋を除く熱帯域の深海に幅広く分布し、日本近海でも今後確認される可能性がある

  - ソコカクレウオ Eurypleuron owasianum
  - Eurypleuron cinereum
- オニカクレウオ属 Pyramodon
  - オニカクレウオ Pyramodon ventralis
  - バケオニカクレウオ Pyramodon lindas
  - Pyramodon parini
  - Pyramodon punctatus
- ニシカクレウオ属 Snyderidia
  - ニシカクレウオ Snyderidia canina

### カクレウオ亜科

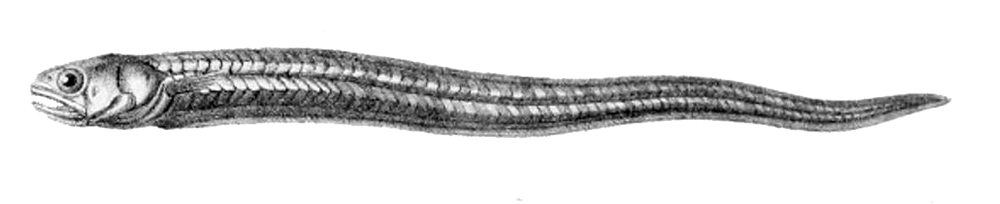
テナガカクレウオ Encheliophis homei （カクレウオ属）。主にナマコ類と共生する。胃内からは甲殻類や小魚が見出され、宿主を攻撃することはないと考えられている

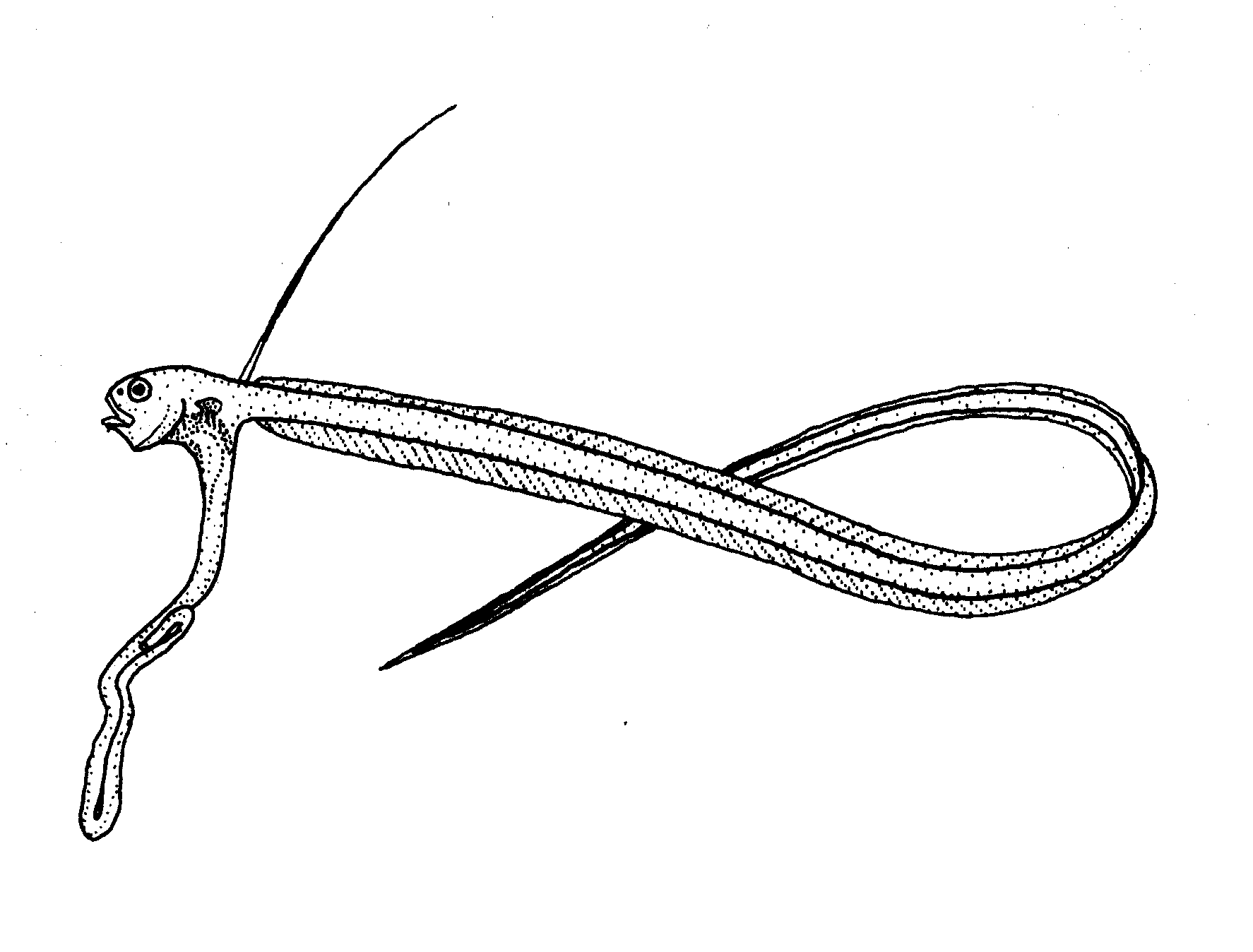
クマノカクレウオ属の1種（Echiodon rendahli）の仔魚（vexillifer期）。長く伸びた背鰭第1鰭条が本科魚類の特徴で、底生生活への移行とともに脱落する

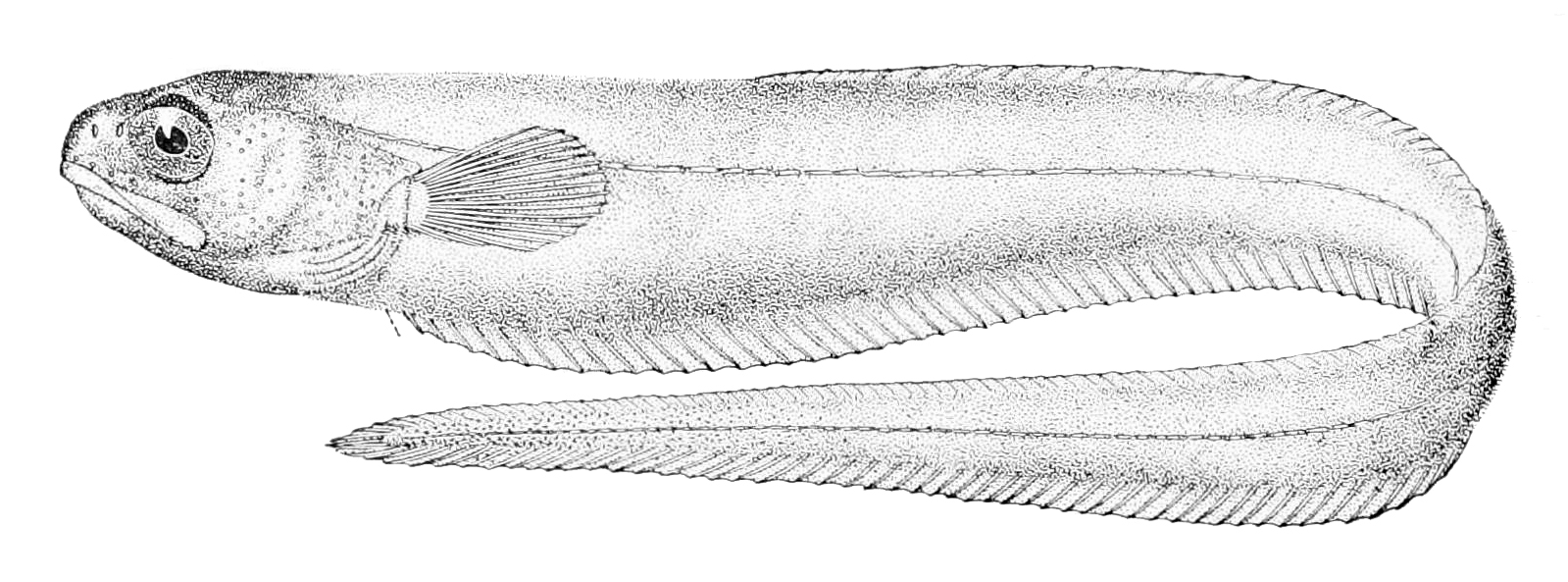
シロカクレウオ属の1種（Carapus dubius）。東部太平洋に分布する稀な種類で、主に二枚貝を宿主とする

カクレウオ亜科 Carapinae は4属28種で構成され、主に熱帯の海に生息する。胸鰭は頭部よりも短く、鰭条は23本以下。腹鰭とその支持骨を欠き、一部の種類は胸鰭ももたない。上顎を突き出すことはできず、胸部の肋骨を欠く。
- カクレウオ属 Encheliophis
  - アマミカクレウオ Encheliophis vermicularis
  - カクレウオ Encheliophis sagamianus
  - シモフリカクレウオ Encheliophis gracilis
  - テナガカクレウオ Encheliophis homei
  - ボウズカクレウオ Encheliophis boraborensis
  - Encheliophis chardewalli
  - Encheliophis vermiops
- クマノカクレウオ属 Echiodon
  - クマノカクレウオ Echiodon anchipterus
  - Echiodon atopus
  - Echiodon coheni
  - Echiodon cryomargarites
  - Echiodon dawsoni
  - Echiodon dentatus
  - Echiodon drummondii
  - Echiodon exsilium
  - Echiodon neotes
  - Echiodon pegasus
  - Echiodon pukaki
  - Echiodon rendahli
- シロカクレウオ属 Carapus
  - カザリカクレウオ Carapus mourlani
  - Carapus acus
  - Carapus bermudensis
  - Carapus dubius
  - Carapus sluiteri
- シンジュカクレウオ属 Onuxodon
  - シンジュカクレウオ Onuxodon parvibrachium
  - ホソシンジュカクレウオ[6] Onuxodon fowleri
  - Onuxodon margaritiferae
- Tetragondacnus 属
  - Tetragondacnus spilotus